# 7mm Remington Magnum

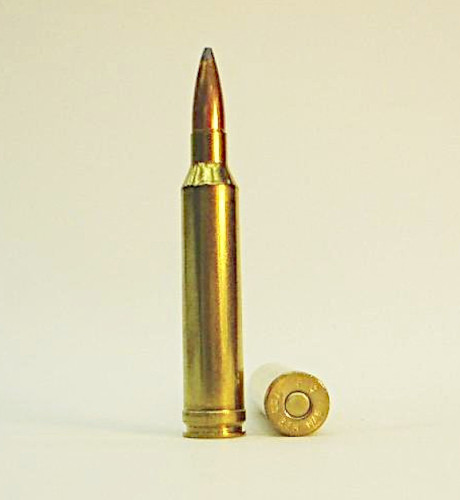
Um cartucho 7mm Remington Magnum, de base cinturada.

O 7mm Remington Magnum é um cartucho magnum de fogo central para rifles, introduzido como uma munição comercialmente disponível em 1962, junto com o novo rifle por ação de ferrolho Remington Model 700. 
O 7mm Remington Magnum é um membro da família magnum cinturado que é diretamente derivado do venerável .375 H&H Magnum. O objetivo original do conceito de cartuchos magnum cinturados retirado do .300 H&H Magnum e .375 H&H Magnum, era fornecer controle de headspace preciso, uma vez que os "ombros" inclinados, ao mesmo tempo que facilitam a extração do cartucho, eram inadequados para esse propósito. 

## Características
A confiabilidade aprimorada da extração do cartucho do 7mm Remington Magnum é desejável durante a caça de animais perigosos, o que seria motivo de preocupação ao precisar de um "tiro de acompanhamento" rápido. O 7mm Remington Magnum é baseado nos estojos comerciais: .264 Winchester Magnum, .338 Winchester Magnum e .458 Winchester Magnum, que eram baseados nos mesmos estojos cinturados .300 H&H Magnum e .375 H&H Magnum, diminuidos para quase o mesmo comprimento do .270 Weatherby Magnum.
Em seu lançamento, o 7mm Remington Magnum usurpou substancialmente a participação de mercado do .264 Winchester Magnum, que entrou em forte declínio em popularidade e vendas após 1962. A Remington ofereceu munição "Managed Recoil" (de "Recuo Gerenciado") para obter menos recuo e para gerar menos danos à carne ao caçar animais menores.

## Dimensões
O 7mm Remington Magnum tem 5,31 ml de H2O (82 grãos) de capacidade no estojo do cartucho.

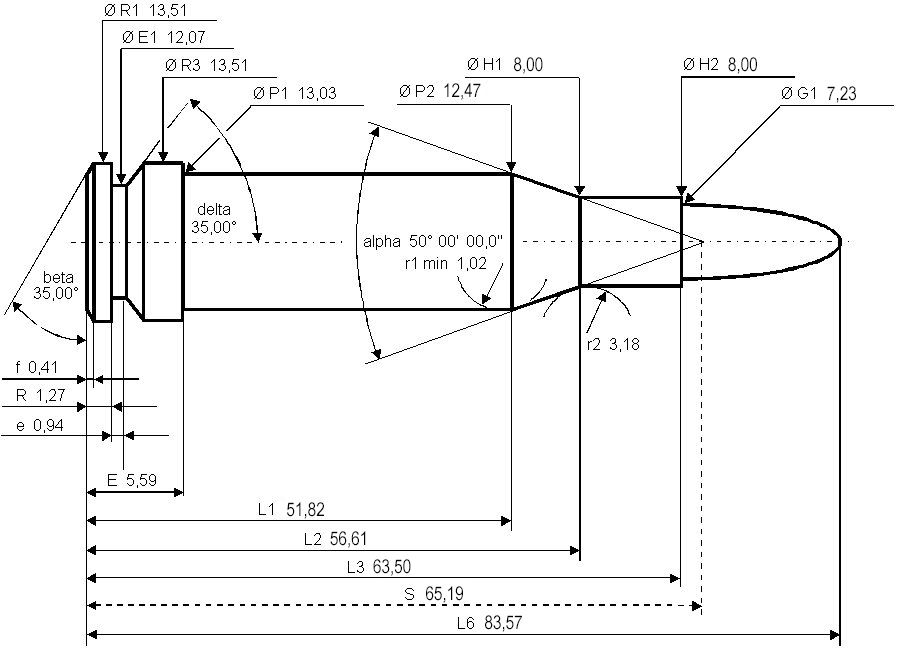
Diagrama do 7mm Remington Magnum, medidas em milímetros..